# Чернава (Липецька область)
Черна́ва (рос. Чернава) — село в Ізмалковському районі Липецької області Російської Федерації.
Населення становить 2681 особу. Належить до муніципального утворення Чернавська сільрада.

## Історія
З 1934 до 1935 року у складі Воронезької області, у 1935—1937 Курської, а 1937—1954 роках — Орловської області. Відтак входить до складу Липецької області.
Згідно із законом від 2 липня 2004 року № 114-оз органом місцевого самоврядування є Чернавська сільрада.

## Населення
| 1959 | 2009  | 2010  |
| ---- | ----- | ----- |
| 970  | ↗2853 | ↘2681 |